# Alfredo Barbieri
Alfredo Barbieri (Roma, 17 aprile 1869 – Selva di Tarnova, 18 febbraio 1916) è stato un aviatore e militare italiano, particolarmente distintosi nel corso della prima guerra mondiale. Decorato di Medaglia d'argento al valor militare alla memoria, è considerato uno dei padri dell'aviazione da bombardamento italiana.

## Biografia
Nacque a Roma il 17 aprile 1869. Arruolatosi nel Regio Esercito, frequentò la Regia Accademia Militare di Fanteria e Cavalleria di Modena, da cui uscì con il grado di sottotenente assegnato all'arma di cavalleria. Dopo l'entrata in guerra del Regno d'Italia, avvenuta il 24 maggio 1915, nell'agosto successivo, con il grado di maggiore, svolse compiti di osservatore d'aeroplano in seno alla 1ª Squadriglia dotata dei bombardieri Caproni Ca.32. Promosso tenente colonnello divenne comandante del Battaglione Squadriglia Aviatori con Quartier generale al campo d'aviazione della Comina, e dal 1º novembre dello stesso anno assunse anche il comando del Gruppo comando supremo.
Nel gennaio 1916 presiedette una apposita Commissione incaricata di valutare i materiali utilizzati dalla ditta Caproni per costruire i propri velivoli da bombardamento, e più nello specifico i bulloni che tenevano fermi i montanti, costatando la pessima qualità del materiale impiegato nella loro realizzazione.
Morì in combattimento il 18 febbraio 1916 durante un attacco aereo su Lubiana. Quel giorno sostituì Gabriele D'Annunzio, che non era arrivato in tempo, come osservatore sul bombardiere Ca.478 “Aquila Romana” ai comandi del Luigi Bailo, e avente come secondo pilota il capitano Oreste Salomone. Durante la fase di rientro, nel cielo della Selva di Tarnova, l'aereo venne attaccato da un caccia Fokker A.III pilotato dall'Asso dell'aviazione Hauptmann Heinrich Kostrba (8 vittorie). Nel seguente combattimento perirono sia lui che Bailo, mentre Salomone gravemente ferito riuscì ad effettuare un atterraggio di emergenza sul campo d'aviazione di Gonars, e fu in seguito decorato con la Medaglia d'oro al valor militare.

### Riconoscimenti
Ricordato da D'Annunzio nel Notturno, ad Alfredo Barbieri è stato intitolato l'aeroporto militare di Guidonia.

### Esplicative
1. ↑  La notizia del combattimento venne data dal Bollettino del Comando supremo a firma del generale Luigi Cadorna che così recitava: Il 14 febbraio, una squadriglia italiana, alzatasi nel cielo di Schio, mise in fuga gli aeroplani austriaci che bombardavano questa città, e nel cielo di Gorizia un aviatore attaccò e mise in fuga un aeroplano nemico. Il 18 febbraio, in risposta alle molteplici violazioni del diritto delle genti con iniqua insistenza perpetrate dal nemico fin dall'inizio della guerra, una squadriglia di sei nostri Caproni partì per un'incursione su Lubiana. Fatti segno a nutriti tiri della contraerea nemica i nostri apparecchi poterono giungere senza incidenti a una cinquantina di chilometri da Lubiana. Ma, all'allarme dato dall'osservatorio del Monte Santo, alcuni velocissimi Fokker, alzatisi dal campo d'aviazione di Aisovizza, inseguirono la squadriglia e raggiuntala, assalirono l'ultimo apparecchio, pilotato dal prode capitano Oreste Salomone, il quale aveva come compagni due ufficiali, il capitano Luigi Bailo e il tenente colonnello Alfredo Barbieri. Ai primi colpi del nemico era stato ferito alla testa il capitano Salomone, poi furono colpiti ed uccisi, uno dopo l'altro, il Bailo e il Barbieri.

### Bibliografiche
1. 1 2  Mancini 1936, p. 72.
2. ↑  Finizio 2018, p. 138.
3. 1 2  Pellizzari, Fumagalli 1916, p. 113.